# Ophiodermatidae
Ophiodermatidae è una famiglia di Echinodermata.

## Generi
- Bathypectinura
- Ophiarachna
- Ophiarachnella
- Ophioconis
- Ophiocryptus H. L. Clark, 1915
- Ophioderma Müller & Troschel, 1840
- Ophiopaepale
- Ophiuroconis Matsumoto, 1915
- Pectinura